# De Soto (Georgia)
De Soto es un pueblo ubicado en el condado de Sumter en el estado estadounidense de Georgia. En el censo de 2000, su población era de 214.

## Demografía
En el 2000 la renta per cápita promedia del hogar era de $20,375, y el ingreso promedio para una familia era de $37,500. El ingreso per cápita para la localidad era de $11,388. Los hombres tenían un ingreso per cápita de $19,000 contra $15,714 para las mujeres.

## Geografía
De Soto se encuentra ubicado en las coordenadas 31°57′17″N 84°4′3″O / 31.95472, -84.06750 (31.954674, -84.067633).
Según la Oficina del Censo, la localidad tiene un área total de 2,1 km² (0,8 mi²), de la cual 2,1 km² (0,8 mi²) es tierra y 0 km² (0 mi²) (0.00%) es agua.